# Championnat panaméricain masculin de handball 1998
Navigation
États-Unis 1996 Brésil 2000
Le championnat panaméricain masculin de handball 1998 est la 8e édition de la compétition. Il se déroule du 23 au 29 septembre 1998 à La Havane, à Cuba.
La compétition est reportée par Cuba, suivi de l'Argentine et du Brésil. Ces 3 équipes sont qualifiés au Championnat du monde 1999.

## Phase de groupes

### Groupe A
|   | Équipe   | Pts | J | G | N | P | Bp  | Bc  | Diff |
| - | -------- | --- | - | - | - | - | --- | --- | ---- |
| 1 | Cuba     | 8   | 4 | 4 | 0 | 0 | 171 | 62  | 109  |
| 2 | Brésil   | 6   | 4 | 3 | 0 | 1 | 133 | 85  | 48   |
| 3 | Canada   | 4   | 4 | 2 | 0 | 2 | 88  | 112 | -24  |
| 4 | Colombie | 2   | 4 | 1 | 0 | 3 | 86  | 143 | -57  |
| 5 | Uruguay  | 0   | 4 | 0 | 0 | 4 | 77  | 153 | -76  |

| 22 septembre 14h00 | Brésil | 34 – 15 | Canada |  |
| 22 septembre 14h00 | (11–9) |         |        |  |

| 22 septembre 20h30 | Cuba   | 54 – 13 | Uruguay |  |
| 22 septembre 20h30 | (23–6) |         |         |  |

| 23 septembre 18h00 | Canada | 28 – 13 | Colombie |  |
| 23 septembre 18h00 | (7–7)  |         |          |  |

| 23 septembre 20h30 | Cuba   | 30 – 22 | Brésil |  |
| 23 septembre 20h30 | (14–7) |         |        |  |

| 24 septembre 18h00 | Brésil | 32 – 16 | Uruguay |  |
| 24 septembre 18h00 | (20–8) |         |         |  |

| 24 septembre 20h30 | Cuba   | 45 – 16 | Colombie |  |
| 24 septembre 20h30 | (23–7) |         |          |  |

| 25 septembre 16h00 | Brésil | 45 – 24 | Colombie |  |

| 25 septembre 18h00 | Canada  | 34 – 23 | Uruguay |  |
| 25 septembre 18h00 | (18–13) |         |         |  |

| 26 septembre 14h00 | Colombie | 33 – 25 | Uruguay |  |

| 26 septembre 20h30 | Cuba   | 42 – 11 | Canada |  |
| 26 septembre 20h30 | (24–4) |         |        |  |

### Groupe B
|   | Équipe     | Pts | J | G | N | P | Bp | Bc | Diff |
| - | ---------- | --- | - | - | - | - | -- | -- | ---- |
| 1 | Argentine  | 6   | 3 | 3 | 0 | 0 | 84 | 47 | 37   |
| 2 | États-Unis | 4   | 3 | 2 | 0 | 1 | 69 | 57 | 12   |
| 3 | Groenland  | 2   | 3 | 1 | 0 | 2 | 54 | 73 | -19  |
| 4 | Mexique    | 0   | 3 | 0 | 0 | 3 | 63 | 93 | -30  |
| 5 | Porto Rico | 0   | 0 | 0 | 0 | 0 | 0  | 0  |      |

| 22 septembre 18h00 | États-Unis | 28 – 19 | Mexique |  |
| 22 septembre 18h00 | (11–9)     |         |         |  |

| 23 septembre 14h00 | Argentine | 24 – 17 | États-Unis |  |
| 23 septembre 14h00 | (13–8)    |         |            |  |

| 23 septembre 16h00 | Groenland | 29 – 25 | Mexique |  |
| 23 septembre 16h00 | (13–10)   |         |         |  |

| 24 septembre 16h00 | Argentine | 24 – 11 | Groenland |  |
| 24 septembre 16h00 | (13–5)    |         |           |  |

| 25 septembre 20h30 | États-Unis | 24 – 14 | Groenland |  |

| 26 septembre 18h00 | Argentine | 36 – 19 | Mexique |  |

## Phase finale
|  | Quarts de finale | Quarts de finale |              |              | Demi-finales           | Demi-finales           |    |  | Finale       | Finale       |
|  | Quarts de finale | Quarts de finale |              |              | Demi-finales           | Demi-finales           |    |  | Finale       | Finale       |
|  |                  |                  |              |              |                        |                        |    |  |              |              |
|  | 27 septembre     | 27 septembre     |              |              | 28 septembre           | 28 septembre           |    |  | 29 septembre | 29 septembre |
|  | 27 septembre     | 27 septembre     |              |              | 28 septembre           | 28 septembre           |    |  | 29 septembre | 29 septembre |
|  | Cuba             | 44               |              |              | 28 septembre           | 28 septembre           |    |  | 29 septembre | 29 septembre |
|  | Cuba             | 44               |              |              | 28 septembre           | 28 septembre           |    |  | 29 septembre | 29 septembre |
|  | Mexique          | 13               |              |              | 28 septembre           | 28 septembre           |    |  | 29 septembre | 29 septembre |
|  | Mexique          | 13               | Cuba         | 27           |                        |                        |    |  | 29 septembre | 29 septembre |
|  | 27 septembre     |                  | Cuba         | 27           |                        |                        |    |  | 29 septembre | 29 septembre |
|  |                  | États-Unis       | 18           |              |                        |                        |    |  | 29 septembre | 29 septembre |
|  | États-Unis       | États-Unis       | 18           | 21           |                        |                        |    |  | 29 septembre | 29 septembre |
|  | États-Unis       |                  |              | 21           |                        |                        |    |  | 29 septembre | 29 septembre |
|  | Canada           | 20               |              |              |                        |                        |    |  | 29 septembre | 29 septembre |
|  | Canada           | 20               | Cuba         | 31           |                        |                        |    |  |              |              |
|  | 27 septembre     |                  | Cuba         | 31           |                        |                        |    |  |              |              |
|  |                  | Argentine        | 24           |              |                        |                        |    |  |              |              |
|  | Brésil           | Argentine        | 24           | 40           |                        |                        |    |  |              |              |
|  | Brésil           | 28 septembre     |              | 40           |                        |                        |    |  |              |              |
|  | Groenland        | 21               |              |              |                        |                        |    |  |              |              |
|  | Groenland        | 21               | Brésil       | 25           |                        |                        |    |  |              |              |
|  | 27 septembre     | 27 septembre     | Brésil       | 25           | Match pour la 3e place | Match pour la 3e place |    |  |              |              |
|  | 27 septembre     | 27 septembre     |              | Argentine    | Match pour la 3e place | Match pour la 3e place | 20 |  |              |              |
|  | Argentine        | 32               | 29 septembre | 29 septembre |                        |                        | 20 |  |              |              |
|  | Argentine        | 32               | 29 septembre | 29 septembre |                        |                        |    |  |              |              |
|  | Colombie         | 12               |              | États-Unis   | 22                     |                        |    |  |              |              |
|  | Colombie         | 12               |              | États-Unis   | 22                     |                        |    |  |              |              |
|  |                  |                  |              |              |                        |                        |    |  | Brésil       | 27           |
|  |                  |                  |              |              |                        |                        |    |  | Brésil       | 27           |

### Quarts de finale
| 27 septembre 15h00 | Brésil | 40 – 21 | Groenland |  |

| 27 septembre 17h00 | États-Unis | 21 – 20 | Canada |  |
| 27 septembre 17h00 | (8–12)     |         |        |  |

| 27 septembre 19h00 | Argentine | 32 – 12 | Colombie |  |

| 27 septembre 21h00 | Cuba | 44 – 13 | Mexique |  |

### Demi-finales
| 28 septembre 18h00 | Argentine | 20 – 15 | Brésil |  |

| 28 septembre 20h30 | Cuba | 27 – 18 | États-Unis |  |

### Match pour la3eplace
| 29 septembre 18h00 | Brésil  | 27 – 22 | États-Unis |  |
| 29 septembre 18h00 | (14–12) |         |            |  |

### Finale
| 29 septembre 20h30 | Cuba    | 31 – 26 | Argentine |  |
| 29 septembre 20h30 | (13–12) |         |           |  |

## Matchs de classement
|  | Demi-finales de classement | Demi-finales de classement |                |    | Cinquième place | Cinquième place |
|  | Demi-finales de classement | Demi-finales de classement |                |    | Cinquième place | Cinquième place |
|  |                            |                            |                |    |                 |                 |
|  | 28 septembre               | 28 septembre               |                |    | 29 septembre    | 29 septembre    |
|  | 28 septembre               | 28 septembre               |                |    | 29 septembre    | 29 septembre    |
|  | Mexique                    | 23                         |                |    | 29 septembre    | 29 septembre    |
|  | Mexique                    | 23                         |                |    | 29 septembre    | 29 septembre    |
|  | Canada                     | 32                         |                |    | 29 septembre    | 29 septembre    |
|  | Canada                     | 32                         | Canada         | 20 |                 |                 |
|  | 28 septembre               |                            | Canada         | 20 |                 |                 |
|  |                            | ' Groenland                | 21             |    |                 |                 |
|  | Groenland                  | ' Groenland                | 21             | 31 |                 |                 |
|  | Groenland                  |                            |                | 31 |                 |                 |
|  | Colombie                   | 22                         |                |    |                 |                 |
|  | Colombie                   | 22                         | Septième place |    |                 |                 |
|  |                            |                            |                |    |                 |                 |
|  | 29 septembre               |                            |                |    |                 |                 |
|  |                            |                            |                |    |                 |                 |
|  | Mexique                    | 28                         |                |    |                 |                 |
|  | Mexique                    | 28                         |                |    |                 |                 |
|  | Colombie                   | 23                         |                |    |                 |                 |
|  | Colombie                   | 23                         |                |    |                 |                 |

### Demi-finales de classement
| 28 septembre 14h00 | Groenland | 31 – 22 | Colombie |  |

| 28 septembre 16h00 | Canada  | 32 – 23 | Mexique |  |
| 28 septembre 16h00 | (12–12) |         |         |  |

### Match pour la7eplace
| 29 septembre 14h00 | Mexique | 28 – 23 | Colombie |  |

### Match pour la5eplace
| 29 septembre 16h00 | Groenland | 21 – 20 | Canada |  |
| 29 septembre 16h00 | (11–11)   |         |        |  |

## Classement final
| Rang                         | Équipe     |
| ---------------------------- | ---------- |
| Médaille d'or, Amérique      | Cuba       |
| Médaille d'argent, Amérique  | Argentine  |
| Médaille de bronze, Amérique | Brésil     |
| 4e                           | États-Unis |
| 5e                           | Groenland  |
| 6e                           | Canada     |
| 7e                           | Mexique    |
| 8e                           | Colombie   |
| 9e                           | Uruguay    |